# Simon de Montfort, 6. Earl of Leicester

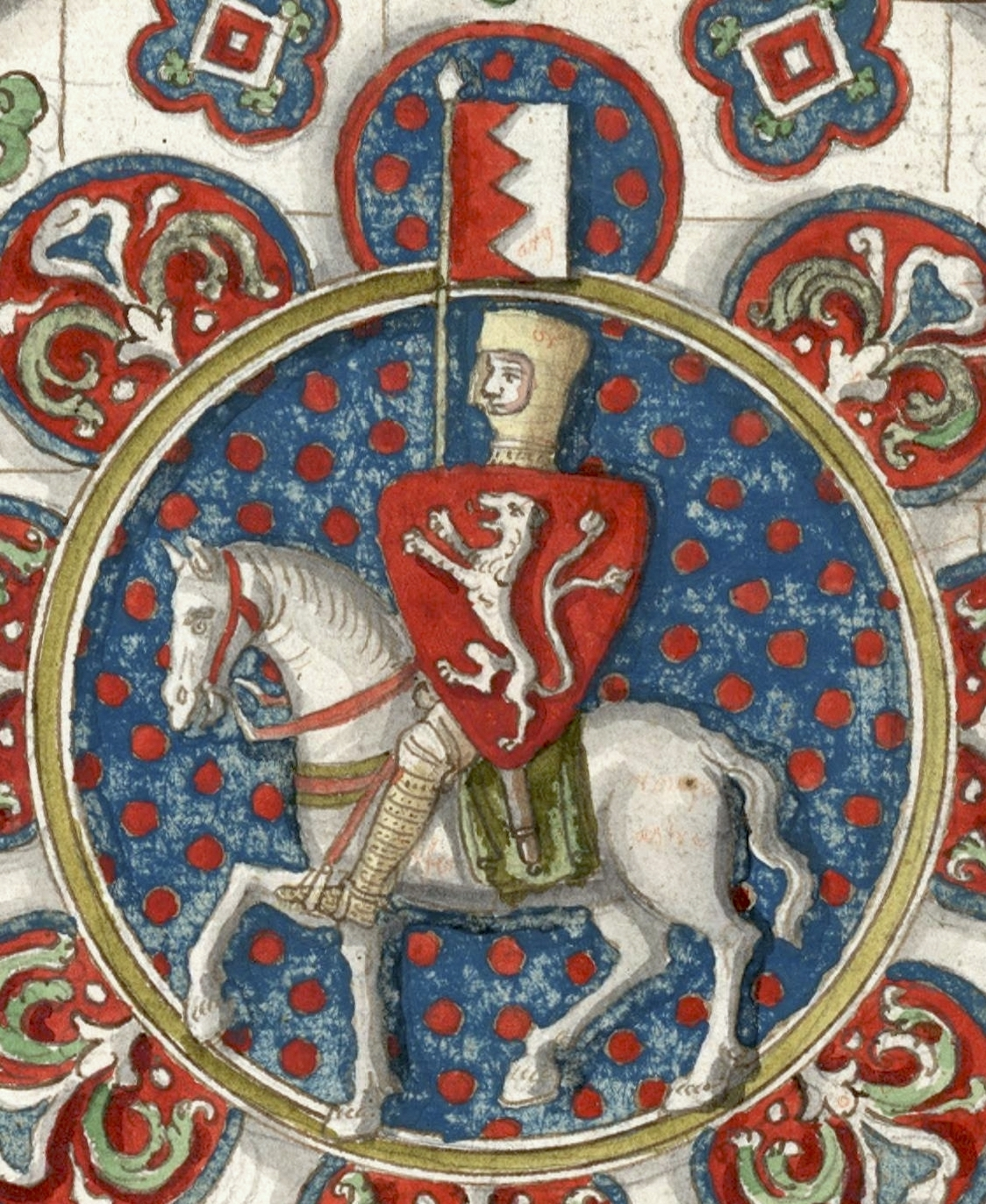
Simon de Monfort nach einer Illustration aus einem Glasfenster der Kathedrale von Chartres.

Simon V. von Montfort (* um 1208; † 4. August 1265 in Evesham, Worcestershire), 6. Earl of Leicester, war ein englischer Magnat französischer Abstammung aus dem Adelsgeschlecht Montfort-l’Amaury und Schwager des Königs Heinrich III. von England. Montfort war der Anführer der ersten Revolution auf englischem Boden, de facto Regent Englands und mit Ausruf des nach ihm benannten De Montfort’s Parliaments Begründer des House of Commons. Er starb im Kampf gegen die Truppen seines Schwagers.

## Jugend
Montfort war der jüngste Sohn von Simon IV. von Montfort und der Alix de Montmorency. Er wurde wohl kurz vor Beginn des Albigenserkreuzzugs geboren, den sein Vater bis zu dessen Tod 1218 angeführt hatte. Als jüngerer Sohn wuchs Montfort fast mittellos in Frankreich auf, beteiligte sich aber ab 1226 an der Revolte gegen die Regentin Blanka von Kastilien, worauf er das Land verlassen musste. Im April 1230 wird er erstmals am Hof König Heinrichs III. in England genannt.
Montfort war über seine Großmutter väterlicherseits selbst von anglo-normannischer Abkunft und verfügte somit über Erbrechte in England. Dieses Erbe bestand hauptsächlich aus dem Earldom Leicester, da sich aber sein Vater einst als Angehöriger der französischen Nobilität loyal zum französischen König erklärt hatte, wurden die englischen Montfort-Ländereien von König Heinrich III. eingezogen und später anderweitig vergeben. Simon de Montfort wie auch sein älterer Bruder, Amalrich, setzten sich nun für eine Restitution des umstrittenen Besitzes ein. Die Brüder vereinbarten dazu im Winter 1230 einen gegenseitigen und von den Monarchen Englands und Frankreichs geforderten Erbverzicht, womit eine Überschneidung von Familieninteressen in beiden Königreichen unterbunden werden sollte. Während der ältere Bruder, Amalrich, die Stammbesitzungen in Frankreich behielt, sollte Simon das englische Erbe übernehmen. Dazu leistete er am 13. August 1231 gegenüber König Heinrich III. den Lehnseid für sein großmütterliches Erbe und als im Oktober des Jahres Ranulph de Blondeville, 4. Earl of Chester, erbenlos gestorben war, konnte er davon auch den größten Teil tatsächlich in Besitz nehmen, denn dem Earl of Chester war in den vorangegangenen Jahren das Montfort-Erbe übertragen worden.
Damit war Simon de Montfort in die englische Nobilität naturalisiert und zu einem engen Vertrauensmann König Heinrichs III. aufgestiegen. Doch trotz seiner familiären Abstammung wurde er von der etablierten anglo-normannischen Feudalgesellschaft mit Misstrauen betrachtet. Von den englischen Baronen wurde er dem Kreis jener vom Festland stammenden Adligen (Poitevins genannt) zugerechnet, welche am Hof über eine starke Position und über einen großen Vertrauenseinfluss auf den König verfügten.

## Heirat und Aufstieg

Das Wappen Simons de Montfort, 6. Earl of Leicester

Am 7. Januar 1238 heiratete Montfort mit der Zustimmung des Königs in der königlichen Kapelle von Westminster (St. Stephen) die Schwester des Königs, Eleanor. Als die Ehe publik wurde, rief sie umgehend den Protest der führenden Adelsvertreter hervor, an deren Spitze der Königsbruder Richard of Cornwall stand, die sich in dieser Frage übergangen fühlten. Um den Baronen entgegenzukommen, wurde Montfort aus dem königlichen Rat ausgeschlossen. Die Ehe stieß aber auch im englischen Klerus auf Kritik, da sich Eleanor nach dem Tod ihres ersten Mannes, William Marshal, 1231 bereit erklärt hatte, den Schleier zu nehmen. Obwohl sie dies nicht unter Eid geschworen hatte, wurde Montfort aufgetragen, persönlich nach Rom zu reisen, um sich dort die Ehe vom Papst genehmigen zu lassen. Auf seiner Reise machte er unter anderem die Bekanntschaft mit Kaiser Friedrich II., den er nach dessen Sieg bei Cortenuova traf und von dem er eine persönliche Empfehlung für den Papst erhielt. Am 10. Mai 1238 erhielt Montfort von Papst Gregor IX. schließlich die legitimierende Dispens für seine Ehe. Am 14. Oktober 1238 war Montfort wieder in England, wo kurz darauf seine Frau in Kenilworth den Sohn Henry, benannt nach dem König, gebar. Am 2. Februar 1239 wurde er endlich in aller Form zum Earl of Leicester ernannt und im Juni 1239 wurde er der Taufpate seines Neffen und späteren Königs Eduard.
Am 9. August 1239 kam es aber bei einem gemeinsamen Kirchgang überraschend zu einem persönlichen Bruch zwischen Montfort und dem König. Der Chronist Matthäus Paris berichtete, dass der König seinem Schwager unvermittelt schwere Vorhaltungen ob der Ehe mit seiner Schwester machte, die kirchenrechtlich unrechtmäßig sei. Die vorangegangene päpstliche Dispens, durch welche die Ehe letztlich legitimiert wurde, schien der König dabei zu ignorieren. Mitsamt seiner Familie verließ Montfort noch am selben Tag London und begab sich anschließend nach Frankreich ins Exil.
Hinter der Kritik des Königs an der Ehe Montforts wird in der jüngeren Geschichtsforschung vor allem ein politisches Motiv vermutet. Denn nur wenige Monate zuvor wurde Kaiser Friedrich II. von Papst Gregor IX. gebannt, womit ein großer Konflikt zwischen den beiden höchsten weltlichen Gewalten der christlichen Welt seinen Anfang nahm. Offenbar beabsichtigte König Heinrich III. von England, sich von seinem kaiserlichen Schwager zu distanzieren, um die päpstliche Gunst nicht zu verlieren, zumal er sein eigenes Königtum einst gegen die Bedrohung Frankreichs unter päpstlichen Schutz gestellt hatte. Die Entfernung Montforts vom königlichen Hof, der sich bei seiner Romreise mit dem Kaiser angefreundet hatte, dürfte damit ein weiteres Bekenntnis des Königs zur päpstlichen Sache dargestellt haben.

## In königlichen Diensten
In der Zeit seines Exils korrespondierte Montfort mit einigen einflussreichen englischen Klerikern seiner Zeit: Robert Grosseteste, Bischof von Lincoln, Walter de Cantilupe, Bischof von Worcester, und dem Franziskaner Adam Marsh. Besonders der Fürsprache des ersteren verdankte er im April 1240 seine Wiederaufnahme in der königlichen Gunst, verbunden mit der Rückkehr an den englischen Königshof. Zusammen mit seinem Schwager, Richard of Cornwall, nahm er das Kreuz und beteiligte sich am englischen Zug des Kreuzzuges französischer Barone (Kreuzzug der Barone), der von König Theobald I. von Navarra bereits 1239 initiiert wurde. Während sein Schwager direkt von Marseille nach Akkon segelte, machte Simon in Begleitung seiner Frau einen Zwischenhalt im italienischen Brindisi, um sich erneut mit Kaiser Friedrich II. zu treffen. Während seine Frau danach allein nach England zurückreiste, zog er dem Kreuzzug nach Palästina hinterher. Im heiligen Land genoss Montfort bei den einheimischen Baronen einen so herausragenden Ruf, dass sie beim Kaiser darum baten, ihn zu ihrem Regenten zu ernennen. Nachdem der Kaiser diese Bitte zurückgewiesen hatte, reiste Montfort im Sommer 1241 nach Europa zurück.
Möglicherweise traf er auf der Reise in Apulien erneut den Kaiser, jedenfalls aber starb dort sein Bruder Amalrich, der ebenfalls am Kreuzzug teilgenommen hatte.
In Frankreich angekommen, schloss sich Montfort sofort dem Heer König Heinrichs III. an, der gerade einen Feldzug gegen König Ludwig IX. von Frankreich führte. In der Schlacht bei Taillebourg (Juli 1242) mussten die englischen Truppen allerdings eine Niederlage gegen die Franzosen hinnehmen. Zurück in England stand Montfort nun wieder voll in der Gunst Heinrichs III., von dem er nun die Burg Kenilworth geschenkt bekam. Im Oktober 1247 handelte er in Paris als englischer Bevollmächtigter eine Verlängerung des Waffenstillstandes mit Frankreich von 1242 auf weitere fünf Jahre aus. Im Folgejahr nahm er erneut das Kreuz, um sich dem Kreuzzug Ludwigs IX. nach Ägypten (Sechster Kreuzzug) anzuschließen, verzichtete dann aber doch auf eine Teilnahme, nachdem er von Heinrich III. zum Lieutenant der Gascogne, dem letzten französischen Besitz der Plantagenets, ernannt worden war. In der Gascogne hatte Montfort gegen die Bedrohung seitens Kastiliens und eines anhaltenden Widerstands lokaler Vasallen, besonders des Vizegrafen Gaston VII. von Béarn, anzukämpfen, was ihm durch mangelnde finanzielle und materielle Unterstützung aus England zusätzlich erschwert wurde. Letztlich musste er private Mittel verwenden, um die englische Herrschaft in der Gascogne zu wahren. Trotz dieses Einsatzes geriet er durch die Beschwerden der gascognischen Adligen bei Heinrich III. erneut in Ungnade, weshalb er sich 1251 in einem regelrechten Gerichtsverfahren der Anklage wegen Hochverrats durch Überschreiten seiner Kompetenzen stellen musste. In der Verhandlung trat Montfort auf, als sei er dem König ebenbürtig, nicht untertan, und äußerte über den Vorwurf des Verrats: “That word is a lie and were you not my souvereign it would be an ill hour for you when you dared utter it.” („Dieses Wort ist eine Lüge, und wärt Ihr nicht mein Herrscher, wäre die Stunde dieser Äußerung eine dunkle für Euch.“)
Indem er dem König die Stirn geboten hatte, konnte Montfort die Sympathien seiner englischen Standesgenossen für sich gewinnen, denen er letztlich den Freispruch von allen Anklagen verdankte. Dennoch kehrte er 1252 noch einmal in die Gascogne zurück und zog es anschließend vor, sich in Frankreich niederzulassen. Vor allem finanzielle Fragen belasteten weiter sein Verhältnis zu seinem Schwager. So zögerte Heinrich III. die Auszahlung des Wittums aus Eleonores erster Ehe hinaus und verweigerte weiterhin eine Entschädigung für Montforts privates Engagement in der Gascogne. Als in Frankreich 1252 die regierende Königin Blanka von Kastilien gestorben war, wurde Montfort vonseiten des französischen Hofs die Regentschaft über das Land für die Zeit der Abwesenheit Ludwigs IX. angeboten, die er aber ablehnte. Unter Vermittlung des im September 1254 heimgekehrten Ludwig IX. wurde ihm zumindest ein kleiner Teil seines Kredits vom englischen König zurückerstattet.

## Gegner des Königs – dieProvisions of Oxford

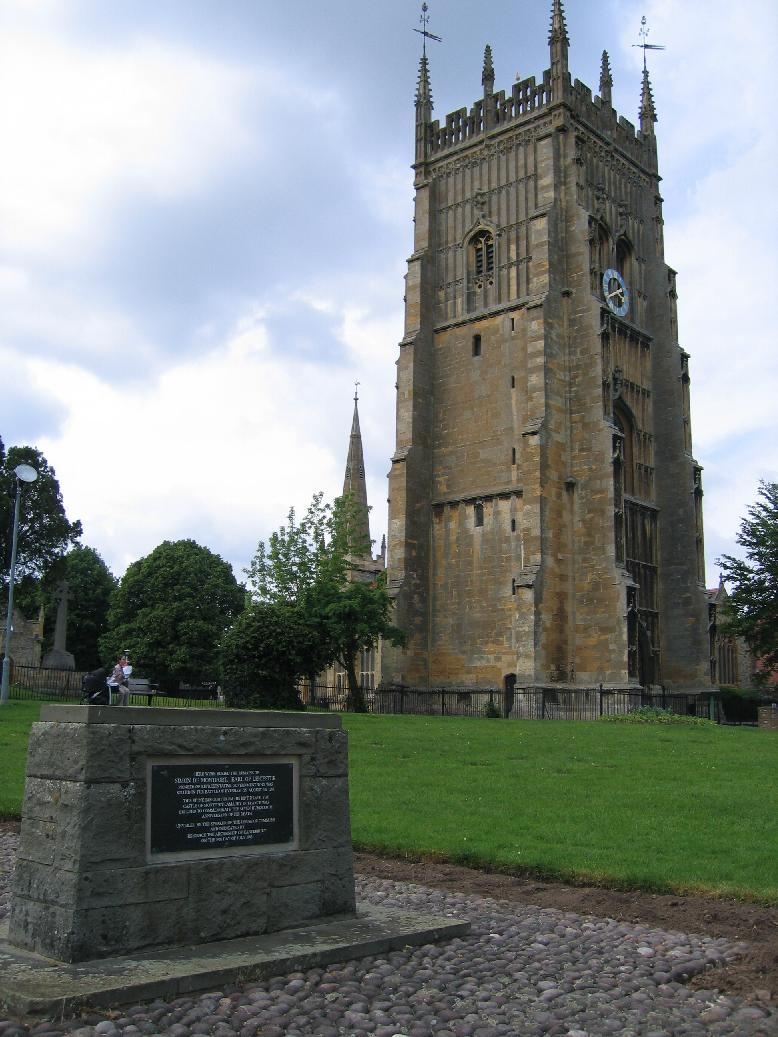
Auf dem am 18. Juli 1965 vom Erzbischof von Canterbury im Namen des Speakers des House of Commons geweihten Gedenkstein vor der ehemaligen Abtei von Evesham wird Simon de Montfort als „Pionier eines repräsentativen Regierungssystems“ gewürdigt.

Während Montfort seine Jahre zurückgezogen in Frankreich verbrachte, manövrierte sich König Heinrich III. zunehmend in einen tiefen Konflikt mit den englischen Baronen. Ausschlaggebend war dabei Heinrichs starkes Engagement zur Gewinnung des Königreichs Sizilien für seinen jüngeren Sohn, Edmund Crouchback. Papst Alexanders IV. hatte Edmund den Thron Siziliens angeboten, weil er sich dadurch die Vernichtung der Staufer unter König Manfred erhoffte. König Heinrich III. hatte dieses Angebot ohne vorherige Konsultation der Barone angenommen und eine Kreuzzugsteuer zur Finanzierung des Unternehmens erhoben. Gerade dies aber führte zu einer tiefgreifenden Verbitterung unter den Baronen, auf deren Schultern in erster Linie die finanzielle und militärische Last gelegt werden sollte. Damit überspannte der König aber seinen Stand unter den Baronen, bei denen er aufgrund eines leeren Kronschatzes überhaupt schon hoch verschuldet war. Auch gegenüber Montfort war Heinrich III. aufgrund des Ankaufs der Grafschaft Bigorre zum Schuldner geworden, indem Montfort für den Großteil der Kaufsumme aufgekommen war. Zum Ausgleich wurden ihm allerdings Nutzungsrechte im Bigorre eingeräumt.
Am 10. Mai 1255 handelte Montfort gemeinsam mit Peter von Savoyen einen weiteren, auf drei Jahre laufenden Waffenstillstand mit Frankreich aus. Anschließend kehrte er nach England zurück, wo er nach der Wahl Richards of Cornwall zum römisch-deutschen König 1257 die Führung der Barone übernahm. Im selben Jahr kam es zu großen wetterbedingten Ernteausfällen im Land, die Preise für Getreide stiegen und eine Hungersnot brach aus. Die Unfähigkeit des Königs, diesen Missständen entgegenzuwirken, führte zur offenen Front einflussreicher Adeliger, darunter Montfort, Richard de Clare, 5. Earl of Gloucester und Roger Bigod, 4. Earl of Norfolk, auf dem Parlament von Westminster zu Ostern 1258. Ebenso wie einst eine Generation vor ihnen, glaubten die Barone, dass der König wie sein Vater Johann Ohneland eine Gefahr für England darstellte und dessen Herrschaft unter eine kontrollierte Aufsicht gebracht werden musste, so wie es einst in der Magna Charta auch vorgesehen war. Unter Montforts Wortführung verweigerten die Barone ihre Unterstützung für die Sizilien-Pläne des Königs und prangerten offen den politischen Einfluss ausländischer Favoriten (Poitevins), vor allem des königlichen Halbbruders William de Valence, 1. Earl of Pembroke, an. König Heinrich III. blieb nichts anderes übrig als einer Reform der Staatsverwaltung zuzustimmen, die in einer anschließenden Versammlung von je zwölf königlichen und baronialen Vertretern in Oxford zu Pfingsten 1258 stattfinden sollte.
Montfort war eines der einflussreichsten Mitglieder dieses Gremiums, das von seinen Gegnern spöttisch auch „Mad Parliament“ genannt wurde. Am 11. Juni 1258 beschloss es ein Dokument, das als erste schriftliche Verfassung Englands gilt, die Provisions of Oxford. Darin konnte die baroniale Partei nahezu all ihre Positionen gegenüber den königlichen Vertretern durchsetzen und festlegen, dass künftig ein Gremium aus fünfzehn Personen, von denen nur mehr drei vom König bestimmt wurden, die Aufgabe haben würde, sich mit „staatlichen und königlichen Aufgaben“ zu beschäftigen („with the common business of the realm and of the king“) – die Staatsgewalt ging de facto auf dieses Gremium über. Darin wurde auch eine regelmäßige Berufung des Parliaments und Ausweisung aller Poitevins samt deren Enteignung bestimmt. Mit dem Bruder des Earl of Norfolk, Hugh Bigod, wurde weiterhin ein Justiciar aus den Reihen der Barone ernannt, welcher fortan die Rechtsprechung innehaben sollte. Während König Heinrich III. die Gültigkeit der Provisions sofort eidlich anerkannte, widersetzten sich darin die Poitevins um William de Valence, welche zudem die Unterstützung des Thronfolgers Eduard und Henrys of Almain genossen. Erst nachdem die Poitevins durch ihren Mord an einem Bruder des Earls of Gloucester ihre restlichen Sympathien verspielt hatten, wurde deren Front zerschlagen. De Valence und seinesgleichen mussten bis Ende 1258 England verlassen, ihre Burgen wurden der Staatsverwaltung überantwortet. Die Prinzen Eduard und Henry beeideten nun ebenfalls die Provisions.

## Zweiter Krieg der Barone
Im Jahr 1259 weilte Montfort gemeinsam mit seiner Frau und dem König erneut in Frankreich, wo er am 4. Dezember als Vertreter des Parliaments einer der Unterzeichner des Vertrags von Paris war, welcher den generationenlangen Konflikt zwischen dem englischen Königshaus der Plantagenet und der französischen Krone beendete. Während er unmittelbar darauf nach England zurückkehrte, verlängerte Heinrich III. seinen Aufenthalt in Frankreich. Durch ein zunehmend selbstherrliches Auftreten, das mitunter diktatorische Züge annahm, zog sich Montfort den Unmut seiner Anhänger zu. Im April 1260 kehrte der König nach England zurück, der sich sofort im Tower von London verbarrikadierte. Während seiner Zeit in Frankreich hatte er seine Beziehungen zum Papst gefestigt, welcher nach wie vor auf den englischen König als Verbündeten gegen die Staufer rechnete und deshalb die königliche Position unterstützte.
Auf einem vom König einberufenen Parliament im Tower gelang es dem König, das Ernennungsrecht der Sheriffs in seine Hand zu ziehen, was den Bestimmungen der Provisions of Oxford zuwiderlief. Darauf trat Hugh Bigod von seinem Amt als Justiciar zurück, worauf zwar die Barone mit Hugh le Despenser einen neuen wählten, damit dem Autoritätsverlust dieses Amtes aber nicht entgegenwirken konnten. Im Frühjahr 1261 gelang es dem König, mit Hilfe angeworbener Söldner die Kontrolle über London zu gewinnen, worauf William de Valence und andere Poitevins nach England zurückkehrten. Am 14. Juni 1261 berief er in Winchester ein erneutes Parliament ein, welches allerdings nicht mehr in der Form von 1258 zusammengesetzt war. Sich auf eine päpstliche Bulle berufend, erklärte sich König Heinrich III. hier von all seinen Verpflichtungen, die er gegenüber den Baronen eingegangen war, für befreit und damit die Provisions of Oxford für ungültig. Darauf gingen der Earl of Gloucester und andere hohe Barone auf die königliche Seite über und auch der Earl of Cornwall bekannte sich zu Ostern 1262 gegen die Gültigkeit der Provisions. Die baroniale Opposition war damit allerdings noch nicht beendet, denn noch stand die Mehrheit der Ritterschaft wie auch die städtische Bürgerschaft auf seiner Seite. Und als kurz darauf der Earl of Gloucester starb, bekannte sich dessen Sohn, Gilbert der Rote, umgehend zur Sache der Barone.
In den folgenden Jahren wurde das Land zwischen den widerstreitenden Fraktionen gelähmt, die sich mit Söldnern zunehmend auch militärisch zu bekämpfen begannen. Anfang 1263 versammelte Montfort bei Dover ein großes Heer der Barone, von etwa 160 Rittern –  mehr als die Streitmacht des Königs und die seines Sohnes Eduard –, mit dem es ihm gelang, mehrere königstreue Burgen im Süden Englands einzunehmen. Außerdem ließ er den walisischen Fürsten Llywelyn ap Gruffydd ungehindert in den Welsh Marches gewähren, womit besonders die Kräfte des Thronfolgers Eduard in Schach gehalten werden konnte. Die Königin hatte die Kronjuwelen bei den Templern versetzt, um die Finanzierung der königlichen Söldnertruppen zu gewährleisten. Der König war erneut gezwungen, sich mit seiner Familie im Tower von London zu verbarrikadieren, von wo aus Edward einen Raubzug in den New Temple unternahm. Unter dem Vorwand, die Juwelen begutachten oder auslösen zu wollen, raubte er nicht nur selbige, sondern auch das Gold und Silber der Templer. Dieser Vorfall ließ die Bevölkerung und Bürgerschaft Londons wieder zur Seite Montforts überlaufen, die Königin versuchte zu den Truppen ihres Sohnes nach Windsor zu fliehen, wurde aber von der aufgebrachten Bevölkerung erkannt und musste in der St Paul’s Cathedral Zuflucht suchen. Am 15. Juli 1263 zog Montfort unter dem Jubel des Volkes in London ein. Der König wie auch der Thronfolger mussten auf einem neuen Parliament am 9. September in St Paul’s erneut die Provisions eidlich legitimieren.
Trotz dieses Erfolges konnte sich die Partei der Barone ihres Sieges noch nicht sicher sein, denn vor allem der Adel des Nordens hielt noch zur Sache des Königs. Damit hielt sich das Kräfteverhältnis der Konfliktparteien gegenseitig in Waage, ohne dass eine von beiden eine Entscheidung erzwingen konnte. Am 28. Juli 1263 befreite Papst Urban IV. den englischen König erneut von jeder Verpflichtung und ließ den Kreuzzug gegen die oppositionellen Barone predigen. Da erklärte sich in dieser Situation Frankreichs König Ludwig IX. bereit, sich als Schiedsrichter in die Angelegenheit einzuschalten. Von beiden Seiten wurde Ludwig IX. schon zuvor mehrmals um einen Schiedsspruch befragt, was dieser aber bis dahin stets abgelehnt hatte. Montfort und die Barone erklärten sich nun im Dezember 1263 aber sofort bereit, jedes Urteil über die Provisions seitens des französischen Königs anzuerkennen, die Königlichen zogen nur wenige Tage darauf mit einer ähnlichen Erklärung nach. Am 23. Januar 1264 erklärte Ludwig IX. von Frankreich in der Mise of Amiens, wo Montfort nicht persönlich zugegen war, die Provisions of Oxford im Sinn einer monarchischen Allgewalt für ungültig.

## Herrscher von England und Ende
Entgegen ihrem Wort gedachten die Barone um Montfort nicht, den Schiedsspruch von Amiens anzuerkennen, und rüsteten erneut zum Kampf. Am 15. Januar 1264 kehrte König Heinrich III. aus Frankreich zurück, in seinem Gefolge ein päpstlicher Legat, der das Urteil im März erneut bestätigte. Montfort verbündete sich nun offen mit Llywelyn ap Gruffydd und befestigte seine Burgen in den Grenzmarken. Einen Angriff des Thronfolgers auf Gloucester konnte er am 13. März erfolgreich abwehren, am 5. April erlitt er gegen ihn in Northampton eine Niederlage, in der sein Sohn, Simon der Jüngere, in die Gefangenschaft der Königlichen fiel. Am 6. Mai richtete Montfort ein letztes Mal ein Friedensgesuch an den König, mit der Bedingung auf Anerkennung der Provisions, was aber sofort abgelehnt wurde. Nur wenige Tage später, am 14. Mai, siegte er in der Schlacht von Lewes über das vereinte königliche Heer, der König, der Thronfolger wie auch mehrere ihrer Anhänger konnten gefangen genommen werden. Zur Beruhigung des Landes entsandte Montfort Friedenswächter in alle Countys. Am 23. Juni 1264 aber berief er ein neues Parliament nach London, in dem nicht nur Barone und Kirchenfürsten, sondern auch je vier Ritter aus jeder Grafschaft sowie Abordnungen aus allen Kommunen des Landes vertreten sein sollten. Um den Frieden zwischen Krone und Volk wiederherzustellen, sollte künftig aus dem Parliament ein dreiköpfiger Rat gewählt werden, welcher wiederum ein neunköpfiges Aufsichtsgremium bestimmen sollte, nach dessen Rat der König Verfügungen erlassen durfte. Personelle Veränderungen dieser Räte konnte nur das Parlament vornehmen. König Heinrich III. blieb in seiner Gefangenschaft nichts anderes übrig als diese Vorgänge anzuerkennen. Neben Montfort selbst wurden in den ersten Dreierrat Bischof Stephen Bersted von Chichester und der Earl of Gloucester gewählt, wobei Montfort als der dominierenden Kraft die faktische Herrschaft über England zufiel.
Kaum war damit das erste parlamentarische Herrschaftssystem der englischen wie auch europäischen Geschichte etabliert, regte sich schwere Kritik an der Herrschaftsführung Montforts. Kritiker erkannten in ihm einen Usurpator, der in erster Linie die Interessen seiner Familie verfolge. Auch die weitere Gefangenschaft des Königs und der königlichen Familie erregte die Gemüter. An der flämischen Küste sammelten sich die bei Lewes entkommenen Königlichen, worauf Montfort ein Heer bei Canterbury zusammenzog. Diplomatische Unterhandlungen mit Frankreich in Boulogne, die eine Anerkennung der neuen Regierung Englands zum Ziel hatte, verliefen erfolglos. Auch vonseiten Roms war kein Entgegenkommen zu erwarten, solange sich Heinrich III. in Gefangenschaft befand. Am 20. Oktober 1264 erfolgte die Exkommunikation der Earls of Leicester, Gloucester und Norfolk. Im Winter 1264 versuchten einige Ritter aus den Welsh Marches den Thronfolger aus dessen Gefängnis in Wallingford zu befreien, worauf dieser nach Kenilworth verlegt wurde, wo ihm eine glänzende Hofhaltung erlaubt wurde, unter Anwesenheit von Montforts Ehefrau und Tante des Thronfolgers.
Um die gleiche Zeit musste König Heinrich III. der Einberufung eines neuen Parlaments in Westminster Hall zustimmen. Dies sollte hauptsächlich aus geistlichen Prälaten bestehen, aber auch aus fünf Grafen und je zwei Rittern sämtlicher Grafschaften und der Städte York und Lincoln, sowie aus je zwei Bürgern aller anderen „Flecken“ (Boroughs) und je vier Männern aus den Cinque Ports. Zum ersten Mal überhaupt trat das Parlament in einer solchen Form zusammen. Besonders die große Anzahl kommunaler Vertreter gegenüber den adligen Mitgliedern ragt dabei heraus und verdeutlicht die wachsende Bedeutung des gemeinen Standes auf politischem und wirtschaftlichem Gebiet im England des 13. Jahrhunderts. Mit De Montfort’s Parliament wird damit in der Geschichtsschreibung die Begründung des „Hauses der Gemeinen“ (House of Commons) gleichgesetzt. Es trat am 20. Januar 1265 zusammen und sollte sich vorrangig mit der Auslösung des Kronprinzen aus der Gefangenschaft befassen. Am 15. Februar ging es wieder auseinander. Am 31. März verpflichtete sich Kronprinz Edward, einer allgemeinen Amnestie zuzustimmen und von einer zukünftigen Verfolgung Montforts, Gloucesters und der Bürger Londons abzusehen. Weiterhin sollte er keine auswärtigen Männer mehr als Ratgeber dulden noch sollte je der Papst zur Intervention in englische Angelegenheiten angerufen werden dürfen. König Heinrich III., die Prinzen Eduard und Henry of Almain, sowie zehn Bischöfe beschworen diese Übereinkunft, die in allen Teilen der Plantagenetherrschaft, also auch in Irland, der Gascogne und auch in Schottland gültig sein sollte. Am 19. März traf Montfort mit seiner Frau und seinen königlichen Neffen in Odiham zusammen.

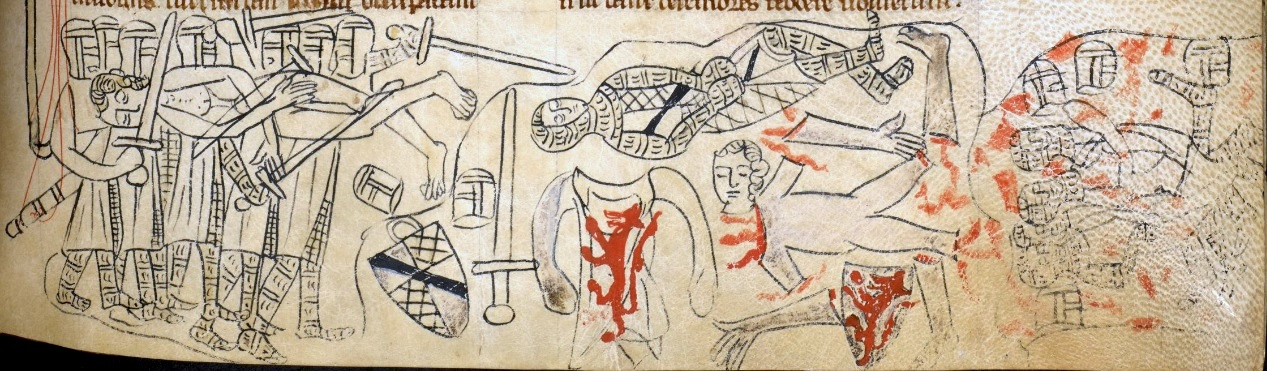
Simon de Montfort und sein Sohn Henry werden in der Schlacht von Evesham getötet. (Darstellung aus dem 13. Jahrhundert)

Trotz alledem befand sich Montforts Macht nach den Tagen seines Parlaments im Niedergang. Im April 1265 setzte sich sein einstiger Hauptverbündeter, der Earl of Gloucester, von ihm in die Welsh Marches ab, wo sich eine Erhebung abzeichnete. Unmittelbar darauf landeten die königstreuen Earls von Warenne und Pembroke mit einem Heer an der Küste des Pembrokeshire. Am 28. Mai nutzte der Thronfolger Eduard die nur lockere Aufsicht auf seine Person aus, um zu fliehen. Er verbündete sich sofort mit Warenne, Valence und auch Gloucester, die gelobten, die alten Institutionen des Königreichs wiederherstellen zu wollen. Montfort verbündete sich eilends im Abkommen von Pipton-on-Wye erneut mit Llywelyn ap Gruffydd. Sein Sohn, Simon, wurde in der Nacht des 31. Juli vom Thronfolger bei Kenilworth überfallen, wodurch der Earl of Oxford in Gefangenschaft geriet. Am 3. August wurde Montfort auf seinem Zug gegen Eduard in der Abtei von Evesham empfangen. Als ihm bei der Messe am nächsten Morgen das Herannahen seines Sohnes vermeldet wurde, beabsichtigte er, ihm entgegenzureiten. Zu spät wurde die List des Thronfolgers erkannt, der das bei Kenilworth erbeutete Banner der Montfort geführt und so Montfort in eine taktisch nachteilige Lage gelockt hatte. Dessen Anhänger hatten bereits den Fluchtweg nach Evesham abgeschnitten, weshalb sich Montfort in Unterzahl zum Kampf stellen musste. Die Schlacht von Evesham war eine der blutigsten in der mittelalterlichen Geschichte Englands. Neben Simon de Montfort selbst wurden sein Sohn Henry und der Justiciar Hugh le Despenser nebst mindestens 160 Rittern getötet. Selbst König Heinrich III., der sich im Gefolge Montforts befunden hatte, wurde beinahe von den Rittern seines Sohnes getötet, da er sich nicht rechtzeitig zu erkennen gegeben hatte.
Montforts Leichnam wurde vom unkontrollierbar gewordenen Kriegsvolk des Thronfolgers in Stücke gerissen, sein Kopf soll der Lady of Wigmore überreicht worden sein. Die Überreste seines Leichnams, welche die Mönche von Evesham noch auf dem Schlachtfeld fanden, wurden in deren Abtei bestattet.

## Würdigung

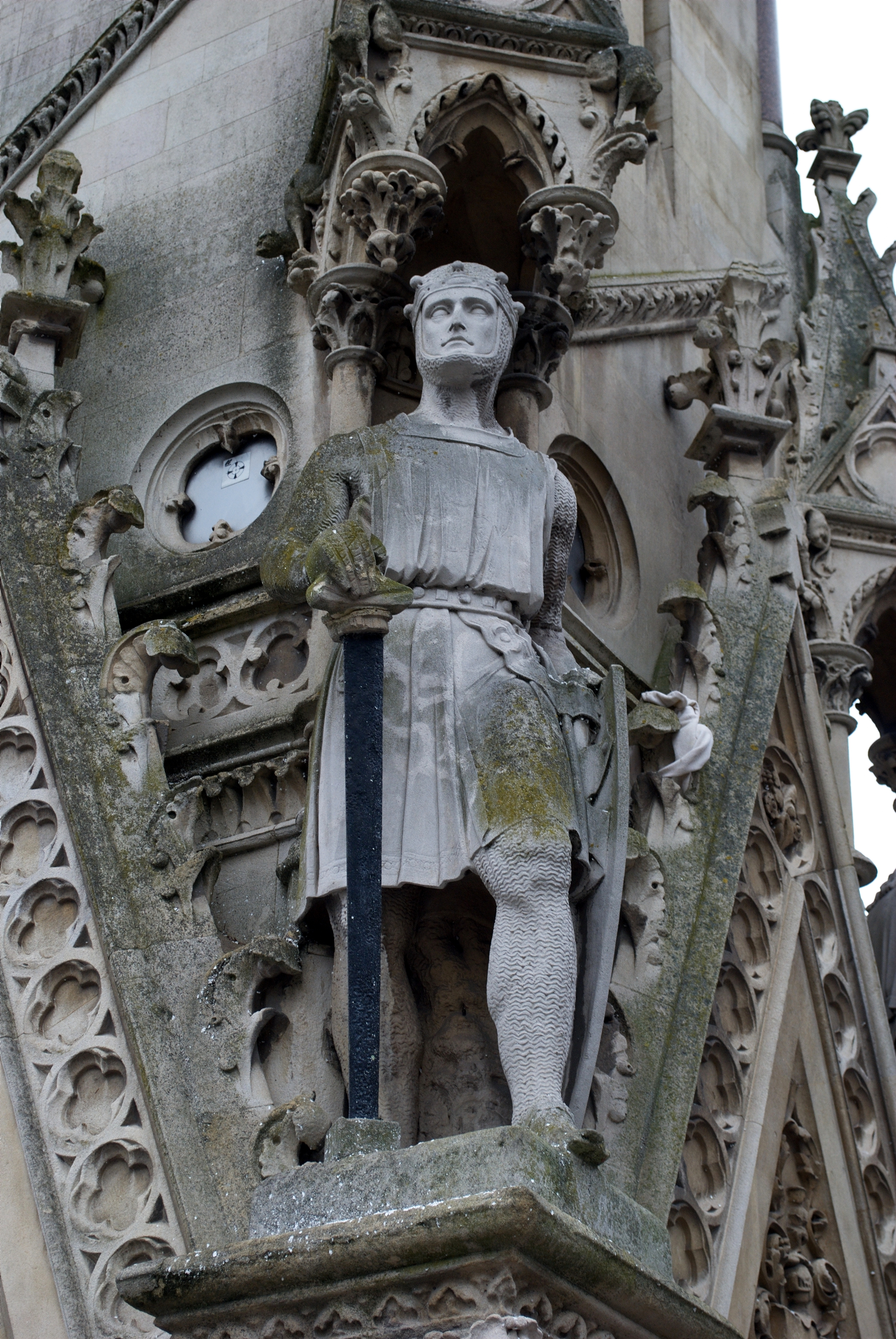
Statue Simons de Montfort am 1868 errichteten Haymarket Memorial Clock Tower in Leicester

Mit dem Tod Montforts fand die von ihm geführte Bewegung der Barone und damit auch die von ihnen geschaffenen politischen und gesellschaftlichen Umwälzungen einstweilen ein Ende. König Heinrich III. und vor allem Kronprinz Edward beseitigten umgehend die Bestimmungen der Provisions von Oxford und das aus ihnen resultierende Prinzip einer parlamentarischen Gewaltenteilung aus dem englischen Staatswesen. Vielmehr richteten sie sich wieder in der für das hohe Mittelalter so charakteristischen feudal-hierarchischen Ordnung ein, in der die monarchische Staatsgewalt von dem Willen des Königs ausging. Die privilegierte Stellung des baronialen Standes, die er sich eine Generation zuvor in der Magna Charta erkämpft hatte, blieb freilich unangetastet, weshalb er auch weiterhin auf eine stete Mitbestimmung in der Politik des Königreiches drängte. Dennoch sollten noch 30 Jahre vergehen, bevor erneut ein englisches Parliament einberufen wurde.
Simon de Montforts Neffe, Patensohn und Gegner bei Evesham, Eduard, berief als König Eduard I. im Jahr 1295 wieder ein Parliament zusammen, das später so genannte Model Parliament. Die Zusammensetzung dieses Gremiums orientierte sich dabei ganz an der von De Montfort’s Parliament aus dem Jahr 1265 und verlieh sowohl dem Adel als auch dem Bürgertum Englands eine Stimme vor dem König. Ebenso wie die rebellierenden Barone von 1215 setzte Montfort mit seinem Wirken einen wichtigen Markstein in der Geschichte des englischen Parlamentarismus.
In England sind heute mehrere Plätze, Straßen und öffentliche Einrichtungen nach Simon de Montfort benannt, besonders in Leicester mit seiner De Montfort University und der De Montfort Hall. Eine Statue von ihm ist Teil eines Ensembles des 1868 errichteten Haymarket Memorial Clock Tower’s von Leicester, neben ihm sind William Wigston, Thomas White und Gabriel Newton dargestellt. Seit 1967 ist in der St Andrews Church von Old Headington/Oxford ein Fensterbild zu sehen, das in Erinnerung an die Schauspielerin Vashti de Montfort-Wellborne (1869–1930) angefertigt wurde. Ein Teil des Fensters zeigt die Schauspielerin thronend in Gestalt ihrer Namenspatronin, Königin Waschti von Persien. Der andere Teil zeigt den gerüsteten Simon de Montfort zu Pferd mit seinem Banner in der Hand. In einer darunter angebrachten Inschrift wird er als „Founder of the English Parliament“ gewürdigt. Die Familie Wellborne beanspruchte eine familiäre Aszendenz von den Montforts, weshalb Vashti Wellborne auch dessen Namen übernommen hatte.

## Nachkommen
Aus seiner Ehe mit Eleanor von England gingen folgende Kinder hervor:
- Henry de Montfort (* 1238; † gefallen am 4. August 1265 bei Evesham)
- Guy de Montfort († 1291)
- Simon de Montfort (* 1240; † 1271)
- Amaury de Montfort († um 1301), Geistlicher, Schatzmeister der Kathedrale von York
- Richard de Montfort († nach 1265)
- Eleanor de Montfort (* 1252; † 19. Juni 1282), ⚭ am 13. Oktober 1278 mit dem Fürsten Llywelyn von Wales